# 早川真由
早川真由（日语：／ Hayakawa Mayu，1984年2月26日—），是日本女性配音員。出生於京都府。血型A型。
以前屬於尾木Pro THE NEXT。

## 出演作品

### 電視動畫
- capeta（從業員）
- 吸血鬼騎士（女學生）
- 吸血鬼騎士 Guilty
- 奇幻魔法Melody（おかず的朋友、秀人、男子）
- 寶石寵物（玲）
- 寶石寵物 Kira☆Deco！（玲）
- 寶石寵物 Sunshine（玲）
- 寶石寵物 Twinkle☆（玲、女學生）
- 圖書館戰爭（女子隊員）

### 配音
- トランサー靈幻警察

## 外部連結
- 早川真由的Blog （页面存档备份，存于）